# ويليام مارتن (لاعب رماية)
ويليام مارتن (بالإنجليزية: William Martin)‏ هو لاعب رماية أمريكي، ولد في 13 مايو 1866 في إليزابيث في الولايات المتحدة، وتوفي بنفس المكان في 22 يناير 1931.

## وصلات خارجية
- ويليام مارتن على موقع أوليمبيديا (الإنجليزية)